# الأرشيف الوطني

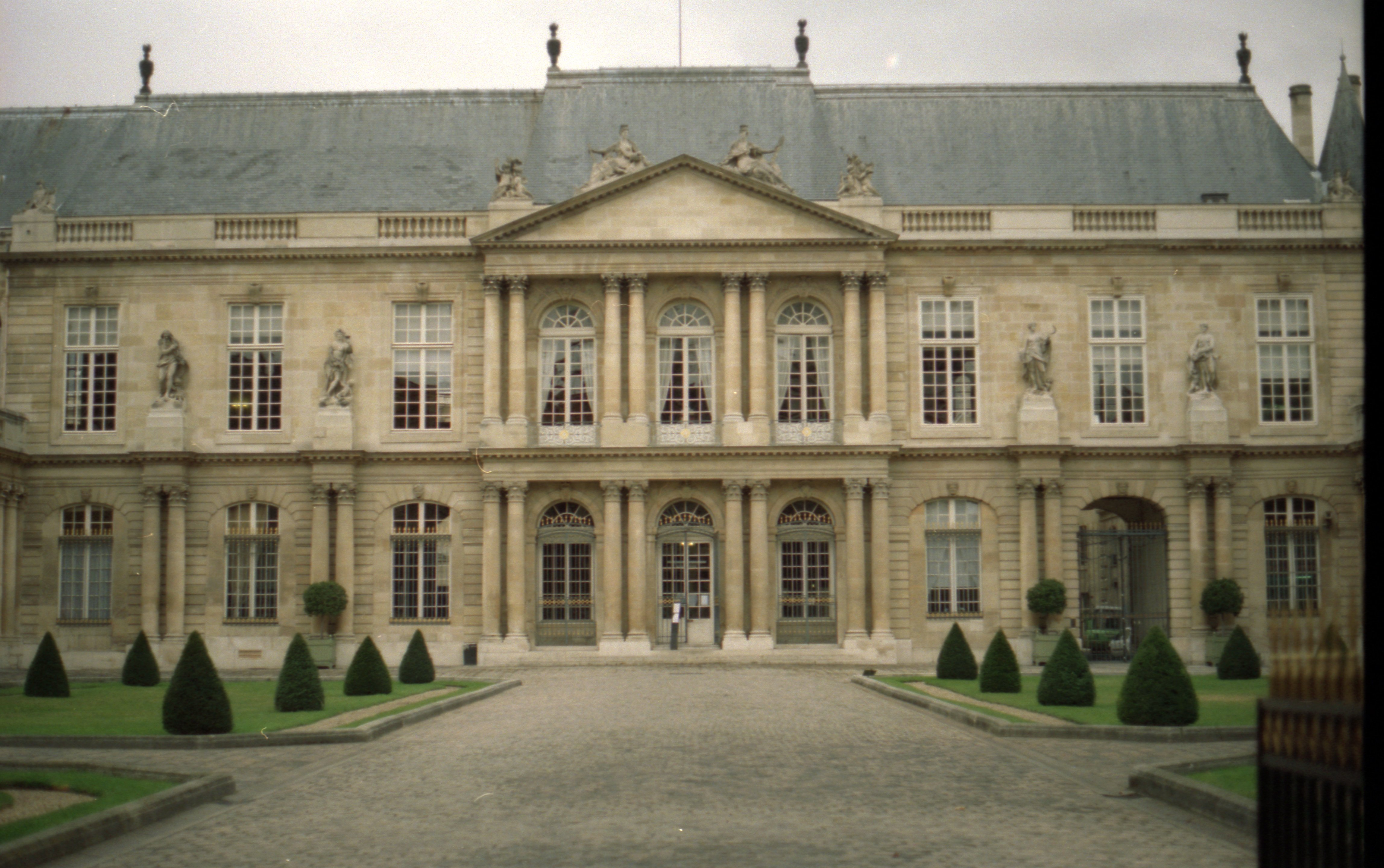

الأرشيف الوطني هو المؤسسة التي تتولى حفظ أرشيفات الهياكل والمؤسسات المركزية للدولة في عدد كبير من بلدان العالم.

## تسميتها
تختلف أسماء هذه المؤسسات:
- دار الوثائق في السودان أو دار المحفوظات كما كانت تسمى في مصر والسودان كذلك.
- الأرشيف المركزي في إيطاليا؛
- أرشيف الدولة كما هو الحال في النمسا وإسبانيا
- الأرشيف الفيدرالي كما هو الحال بالنسبة لبعض الدول ذات النظام الفيدرالي مثل ألمانيا.
- الأرشيف العام وهي التسمية السابقة للأرشيف الوطني التونسي.
- المركز الوطني للوثائق كما هو الحال في اليمن و عمُان

## سلطة الإشراف
تختلف سلطة الإشراف على الأرشيفات الوطنية من بلد إلى آخر:
- تكون تابعة إلى إحدى الوزارات مثل الوزارة الأولى كما هو الحال بالنسبة لتونس، أو السودان، أو تابعة لوزارة الثقافة أو وزارة الداخلية.
- في بعض البلدان تكون تابعة إلى المكتبة الوطنية، ومثال ذلك مصر حيث نجدها ضمن دار الكتب والوثائق القومية والعراق ضمن دار الكتب والوثائق العراقية، وفي كندا.
- في بعض البلدان تكون تابعة لرئاسة الجمهورية كما هو الحال بالنسبة لليمن أو الجزائر

## قائمة الأرشيفات الوطنية
| البلد                    | الأرشيف |
| ------------------------ | --- |
| الإمارات العربية المتحدة | الأرشيف الوطني (National Archives) (تغير الاسم من المركز الوطني للوثائق والبحوث إلى الأرشيف الوطني بموجب مرسوم رئاسي رقم 1 لعام 2014) |
| تونس                     | الأرشيف الوطني التونسي |
| الجزائر                  | الأرشيف الوطني الجزائري |
| جزر القمر                | الأرشيف الوطني لجزر القمر |
| السعودية                 | المركز الوطني للوثائق والمحفوظات |
| السودان                  | دار الوثائق القومية |
| العراق                   | دار الكتب والوثائق العراقية |
| مصر                      | دار الكتب والوثائق القومية |
| إثيوبيا                  | الأرشيف والمكتبة الوطنية بأثيوبيا |
| الأرجنتين                | الأرشيف العام للأمة (Archivo General de la Nación)                                                                                    |
| إسبانيا                  | أرشيف الدولة (Archivos Estatales) |
| أستراليا                 | الأرشيف العام لأستراليا (National Archives of Australia)                                                                              |
| إستونيا                  | أرشيف الدولة (Riigiarhiiv ) |
| إسكتلندا                 | الأرشيف الوطني لاسكتلندا (National Archives of Scotland)                                                                              |
| الإكوادور                | الأرشيف الوطني بالإكوادور (Archivo nacional del Ecuador)                                                                              |
| ألمانيا                  | الأرشيف الفيدرالي الألماني (Bundesarchiv)                                                                                             |
| الأوروغواي               | الأرشيف العام للأمة (Archivo General de la Nación)                                                                                    |
| أيرلندا                  | الأرشيف الوطني الإيرلندي (The National Archives of Ireland - Cartlann Náisiúnta na hÉireann )                                         |
| إيطاليا                  | الأرشيف المركزي للدولة (Archivio centrale dello Stato)                                                                                |
| البرازيل                 | الأرشيف الوطني (Arquivo Nacional) |
| البرتغال                 | معهد الأرشيف الوطني (Instituto dos Arquivos Nacionais)                                                                                |
| بلجيكا                   | الأرشيف العام للمملكة (en néerlandais: Het Rijksarchief in België)                                                                    |
| بنين                     | الأرشيف الوطني للبنين |
| بوتسوانا                 | مصلحة الأرشيف الوطني (National Archives and Records Service)                                                                          |
| بوليفيا                  | الأرشيف الوطني البوليفي (Archivo nacional de Bolivia)                                                                                 |
| بيرو                     | الأرشيف العام للأمة (Archivo General de la Nación)                                                                                    |
| بيلاروس                  | الأرشيف العام للجمهورية (روسيا البيضاء)                                                                                               |
| توغو                     | المكتبة والأرشيف الوطني لتوغو |
| جنوب إفريقيا             | مصلحة الأرشيف الوطني (جنوب أفرقيا) (National Archives and Records Service)                                                            |
| الدنمارك                 | الأرشيف الوطني (Rigsarkivet) |
| الرأس الأخضر             | الأرشيف التاريخي الوطني (Arquivo Histórico Nacional)                                                                                  |
| روسيا                    | أرشيق الدولة لفيدرالية روسيا (GARF)                                                                                                   |
| السلفادور                | الأرشيف العام للأمة (Archivo General de la Nación)                                                                                    |
| السنغال                  | الأرشيف الوطني السينغالي |
| السويد                   | الأرشيف الوطني السويدي (Riksarkivet)                                                                                                  |
| سويسرا                   | الأرشيف الفيدرالي السويسري |
| الفاتيكان                | أرشيف الفاتيكان السري (Archivum Secretum Vaticanum)                                                                                   |
| فرنسا                    | الأرشيف الوطني الفرنسي (Archives Nationales de France)                                                                                |
| فنزويلا                  | الأرشيف العام للأمة (Archivo General de la Nación)                                                                                    |
| قبرص                     | أرشيف الدولة القبرصي |
| كندا                     | مكتبة وأرشيف كندا (en anglais : Library and Archives Canada)                                                                          |
| كولومبيا                 | الأرشيف العام للأمة (Archivo General de la Nación)                                                                                    |
| كينيا                    | الرشيف الوطني الكيني |
| لوكسمبورغ                | الأرشيف الوطني للوكسمبورغ |
| ماكاو                    | الأرشيف التاريخي لماكاو (Arquivo Histórico de Macau)                                                                                  |
| المجر                    | الأرشيف الوطني (Magyar Országos Levéltár)                                                                                             |
| المكسيك                  | الأرشيف العام للأمة (Archivo General de la Nación)                                                                                    |
| مالاوي                   | الأرشيف الوطني لملاوي (National Archives of Malawi)                                                                                   |
| المملكة المتحدة          | الأرشيف الوطني (The National Archives)                                                                                                |
| موزمبيق                  | الأرشيف التاريخي للموزمبيق (Arquivo Histórico de Moçambique)                                                                          |
| النرويج                  | الأرشيف الوطني النرويجي (Riksarkivet)                                                                                                 |
| النمسا                   | أرشيف الدولة النمساوي (Österreichisches Staatsarchiv)                                                                                 |
| نيكاراغوا                | الأرشيف الوطني لنيكاراغوا (Archivo Nacional de Nicaragua)                                                                             |
| هولندا                   | الأرشيف الوطني الهولندي (Nationaal Archief)                                                                                           |
| الولايات المتحدة         | إدارة الأرشيف الوطني (U.S. National Archives and Records Administration)                                                              |
| اليابان                  | الأرشيف الوطني الياباني (国立公文書館, Kokuritsu Kōbunshokan)                                                                         |
| اليونان                  | الأرشيف العام للدولة (اليونان) (Γενικά Αρχεία του Κράτους)                                                                            |
| اليمن                    | المركز الوطني للوثائق - اليمن (National Center for Archives)                                                                          |
| فلسطين                   | الارشيف الوطني الفلسطيني |

## منظمات وجمعيات تعنى بالأرشيف
- المجلس الدولي للأرشيف
- الفرع الإقليمي العربي للمجلس الدولي للأرشيف
- الجمعية التونسية للمتصرفين في الأرشيف

## إشارات مرجعية
1. ↑  "معلومات عن الأرشيف الوطني على موقع d-nb.info". d-nb.info. مؤرشف من الأصل في 2019-12-10.
2. ↑  "معلومات عن الأرشيف الوطني على موقع babelnet.org". babelnet.org. مؤرشف من الأصل في 2019-12-10.
3. ↑  "معلومات عن الأرشيف الوطني على موقع jstor.org". jstor.org. مؤرشف من الأصل في 2019-05-26.